# 川澄歌織
川澄 歌織（かすみ かおり、1971年12月15日 - ）は、日本の歌手、女優、タレント。血液型A型。

## 来歴
茨城県筑西市出身。1995年4月より、NHK-BS2の新番組「にこにこぷんがやってきた!」がスタート。初代うたのおねえさんとして、1997年3月まで出演していた。
番組卒業後はこどもちゃれんじ・ぷちのビデオにて、うたのおねえさん「かおりちゃん」として1998年～2003年の間出演した。